# Tripterygion delaisi
Tripterygion delaisi — є видом трьохперок, що поширений в східній Атлантиці і Середземному морі: Ла-Манш, вздовж берегів західної Африки, біля Мадейри та Канарських островів, на південь до Сенегалу. Морська демерсальна риба, сягає довжини 8.9 см.